# Vườn quốc gia Akanda
Vườn quốc gia Akanda là một vườn quốc gia nằm ở Gabon được tổng thống Omar Bongo ký quyết định thành lập vào năm 2002. Nó nằm ở phía đông bắc của đất nước, gần với thành phố Libreville, với đường bờ biển dọc theo vịnh Mondah và Corisco.
Nó bảo vệ sinh cảnh rừng ngập mặn và các bãi triều. Gabon chỉ có 2,5% diện tích đầm lầy ngập mặn ở châu Phi, nhưng Akanda cùng với Vườn quốc gia Pongara ở phía nam của Cửa sông Gabon đã chiếm đến 1/4 diện tích đầm lầy ngập mặn ở Gabon. Chúng đóng một vai trò quan trọng trong hệ sinh thái, giúp tránh sạt lở đường bờ biển xung quanh Libreville. Sự xâm phạm của con người với việc xây dựng và trồng cây đều là mối đe dọa đối với cả hai vườn quốc gia này.
Vườn quốc gia có sự đa dạng các loài sinh vật biển và vịnh Corisco là khu vực kiếm ăn quan trọng của loài rùa biển. Akanda có tầm quan trọng quốc tế như một địa điểm cho các loài chim di trú và là nơi sinh sống của những quần thể chim di trú lớn nhất ở Gabon. Chính vì vậy mà nó đã được công nhận là Vùng đất ngập nước có tầm quan trọng quốc tế theo Công ước Ramsar từ năm 2007.